# Bahnhof Xanten
Der Bahnhof Xanten ist ein Regionalbahnhof westlich des Stadtzentrums von Xanten an der Bahnstrecke Rheinhausen–Kleve.
Seit der Teilstilllegung Richtung Kleve im Jahre 1990 ist er der Endbahnhof der seit dem 15. August 1904 betriebenen Strecke.

## Geschichte
Der heutige Bahnhof wurde 1904 mit der Niederrheinstrecke eröffnet. Bis 1914 trug er zur Unterscheidung die Bezeichnung Xanten Staatsbahnhof. Ab 1921 wurde er bis zur Verstaatlichung der Boxteler Bahn 1925 als Xanten Reichsbahn bezeichnet. Ab da trug er den Namen Xanten. Der 1945 eingestellte Personenverkehr konnte von Norden erst 1947 und von Süden 1948 wieder aufgenommen werden. 1989 wurde der Personenverkehr nach Kleve eingestellt, 1990 auch der Güterverkehr, seitdem ist Xanten Endpunkt der Strecke.
Ursprünglich gab es in Xanten noch einen zweiten, älteren, heute jedoch nicht mehr genutzten Bahnhof, den späteren Bahnhof Xanten West. Er wurde bereits 1878 in Betrieb genommen worden und wurde von der (zunächst) privat betriebenen Boxteler Bahn der Noord-Brabantsch-Duitsche Spoorweg-Maatschappij zwischen Boxtel (Niederlande) und Wesel genutzt. Die Boxteler Bahn wurde westlich von Xanten 1945 weitgehend zerstört, so dass kein Verkehr mehr möglich war, die Strecke wurde 1947 offiziell stillgelegt. Das Bahnhofsgebäude von 1902 wurde 1978 abgerissen.

## Anlagen
Der Bahnhof verfügt heute nur noch über ein Bahnsteiggleis und zwei Abstellgleise. Das Bahngleis ist barrierefrei erreichbar.
Das Empfangsgebäude aus dem Eröffnungsjahr wurde 1945 zerstört. 1955 wurde das heutige eingeschossige Gebäude errichtet, welches seit 2012 in Privatbesitz ist. Im Gebäude befindet sich ein kleines Gasthaus.
Im Umfeld liegen auch eine Fahrradstation, an der Fahrradboxen gemietet werden können.
Außerdem liegt hier eine Taxizentrale und ein Fahrkartenautomat.
Die ehemals nördlich gelegenen Anlagen für den Güterverkehr sind heute abgebaut.

## Verkehr
Es verkehrt die Regionalbahnlinie Der Niederrheiner (RB 31) (Xanten–Moers–Duisburg), auf der die RheinRuhrBahn Dieseltriebwagen vom Typ LINT 41 in Einzel- und Doppeltraktion einsetzt.
Im Straßenpersonennahverkehr verkehren am Bahnhof zwei Schnellbuslinien (X27 über Xanten nach Kleve und Wesel und X28 über Uedem nach Goch) sowie weitere Buslinien nach Kleve (44, über Kalkar), Geldern (36, über Sonsbeck), Uedem (43), Rheinberg (65), Alpen (41) sowie Stadtbusse, die die einzelnen Ortsteile von Xanten mit dem Zentrum verbinden.
Für den gesamten ÖPNV gilt der Tarif des Verkehrsverbundes Rhein-Ruhr und tarifraumüberschreitend der NRW-Tarif.
Inzwischen frequentieren auch Fernbusverbindungen den Bahnhof Xanten, z. B. nach Berlin, Bielefeld, Erfurt, Halle, Leipzig, Magdeburg, Paderborn, Rostock, Warendorf, Wien, Zürich.
| Linie | Zuglauf | Takt   |
| ----- | --- | ------ |
| RB 31 | Der Niederrheiner: Xanten – Alpen – Millingen – Rheinberg (Rheinl) – Moers – Trompet – Rumeln – Rheinhausen – Duisburg Hbf Stand: Fahrplanwechsel Dezember 2021 | 60 min |